# Бар (Франция)
Вижте пояснителната страница за други значения на Бар.
Бар (на френски: Barr) е град в Източна Франция, департамент Ба Рен на регион Гранд Ест. Разоложен е в подножието на Вогезите, на 20 км западно от река Рейн и на 30 км югозападно от Страсбург. Населението му е 6787 от преброяването през 2006 г.

## Личности
Родени
- Йохан Херман (1738-1800), немски зоолог